# Torre Sentech
La torre Sentech también conocida por su nombre original de torre de Brixton, es una estructura de telecomunicaciones de 237 m de altura situada en el distrito de Brixton de Johannesburgo, desde donde transmiten los canales de la South African Broadcasting Corporation. Es un lugar muy conocido y fácilmente identificable en la ciudad, junto a su compañera arquitectónica, la Torre Hillbrow.

## Información
La construcción comenzó en 1961 y concluyó tras un año de trabajo en 1962. Su diseño lo realizó Ove Arup and Partners y la construcción la realizó la empresa Christiani y Nielsen SA. Una vez completada, la torre fue la estructura artificial más alta del continente de África, hasta que fue superada finalmente por la torre Hillbrow ubicada en la ciudad de Johannesburgo.
La primera transmisión tuvo lugar el 22 de diciembre de 1961. Actualmente las antenas de la torre Sentech transmiten 18 programas de FM y 7 canales de televisión. 
La energía de reserva de la torre es de 1 MW gracias a dos generadores de 500 kVA. Durante el año 2001, los derechos del nombre de la torre se vendieron a Sentech, la televisión y distribuidora de señales de radio más importante de África, que es propiedad del Gobierno de Sudáfrica. Hasta 1982, permaneció abierto un mirador con vistas panorámicas de la ciudad, pero se cerró debido a los crecientes temores de lucha insurgente por parte de activistas contra el apartheid, este mirador no ha vuelto a abrir al público desde entonces.

## Construcción
En términos arquitectónicos, la torre Sentech es una estructura en voladizo vertical, cuyo eje está hecho de hormigón armado. En los momentos de mucho viento, la torre tiende a inclinarse hasta 2 m, medida desde el mástil más alto. Además, la torre fue construida para resistir vientos de 187 km/h y ráfagas de hasta 200 km/h. Su base es circular, con un diámetro de 26 m, y es de 6 m de ancho y 2 m de profundidad.
En cuanto a la altura, la torre tiene 237 m de altura, aunque algunas fuentes manifiestan que la torre Sentech tiene una altura menor, sobre los 234 m.

## Localización
La torre Sentech está situada en el barrio de Brixton, que a su vez, se encuentra en la ciudad de Johannesburgo, en la provincia de Gauteng, en la República de Sudáfrica.